# Corupția în Eritreea
Corupția în Eritreea este considerată o problemă profund gravă și în creștere. În trecut, nivelul corupției era considerabil mai scăzut în Eritreea decât în multe alte țări africane. Într-adevăr, era considerată în mod tradițional ca având o „puternică cultură «anticorupție»” și considerată relativ „egalitară și lipsită de corupție.” În 2006, un raport al Bertelsmann Stiftung⁠(d) a declarat că, la acea dată, corupția nu era o problemă gravă în Eritreea. Deși nota că au existat „cazuri de corupție de la independență”, acestea existau la un nivel neglijabil, deși au fost făcute acuzații de corupție motivate politic. Dar, de fapt, se spune că corupția s-a înrăutățit constant începând din 1998, când, la scurt timp după încheierea războiului său de independență⁠(d) de zeci de ani, un conflict de frontieră cu Etiopia a dus la un alt război⁠(d).
O altă sursă a declarat în 2015 că, în decursul deceniului precedent, corupția a devenit înrădăcinată în viața de zi cu zi a Eritreei, fiind nevoie de mită pentru majoritatea serviciilor guvernamentale. Alte presupuse tipuri de corupție includ plata de răscumpărări pentru ostatici „sub ochii guvernului”.
În Indicele de percepție a corupției din 2023 al Transparency International, Eritreea a obținut un scor de 21 pe o scară de la 0 („foarte coruptă”) la 100 („necoruptă”). În funcție de scor, Eritreea s-a clasat pe locul 161 din cele 180 de țări incluse în indice, unde țara clasată pe primul loc este percepută ca având cel mai onest sector public. În ultimii ani, scorul Eritreei a scăzut de la un maxim de 25 în 2012 la un minim de 18 în 2014-2017. Pentru comparație cu scorurile la nivel mondial, cel mai bun scor a fost 90 (locul 1), scorul mediu a fost 43, iar cel mai slab scor a fost 11 (locul 180). Pentru comparație cu scorurile regionale, scorul mediu în rândul țărilor din Africa Subsahariană a fost 33. Cel mai mare scor din Africa Subsahariană a fost 71, iar cel mai mic scor a fost 11.

## Context

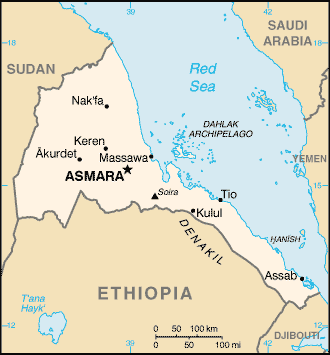
Locația Eritreei la Marea Roșie

Eritreea a făcut parte din Etiopia până în 1991, când eritreenii au câștigat un război civil care a durat treizeci de ani și au obținut independența. După un referendum supervizat de ONU, în care eritreenii au votat în majoritate pentru independență, Eritreea și-a declarat independența în 1993. La acea vreme, Eritreea avea un sector privat slab, cu puțini lucrători calificați, situație care a determinat guvernul să ia măsuri pentru a construi un sector privat puternic. În anii 1990, sectorul privat a început să înflorească, iar economia a crescut semnificativ, determinând mulți observatori din Occident să privească Eritreea „ca un far al Africii”. Cu toate acestea, deceniile de război au plantat semințele multor probleme sociale și economice, printre care și corupția.
În 1998, un conflict frontalier cu Etiopia a condus la un alt război, care s-a încheiat în 2000. În ciuda încheierii oficiale a războiului, acesta a continuat la o scară mai redusă. Între timp, regimul a fost acuzat de îngrădirea libertății de exprimare, închiderea ziarelor private, reducerea sectorului privat și impunerea serviciului militar pe termen nelimitat. Toate aceste măsuri împotriva libertății individuale, a drepturilor omului și a pieței libere au fost factori care au dus la creșterea corupției. În 2006, Eritreea nu organizase încă alegeri libere; Constituția⁠(d) adoptată la momentul independenței nu fusese încă pusă în aplicare; președintele conducea prin decret; Adunarea Națională se întrunise ultima dată în 2002; partidele de opoziție erau interzise, la fel ca organizațiile civice, dreptul de reuniune și libertatea presei; sistemul judiciar era inactiv; partidul de guvernământ, guvernul și armata formau „un singur conglomerat de putere” cu „un nivel scăzut de transparență”. Din 2001, libertățile civile au fost „restricționate treptat”, cu „numeroase arestări arbitrare” și încălcări ale drepturilor omului la o scară „alarmantă”. De pe locul 126 în Indicele de percepție a corupției 2009 al Transparency International, Eritreea a coborât pe locul 134 în 2012 și pe locul 166 în 2014.
Creșterea proprietății de stat în Eritreea a fost criticată ca fiind un pas înapoi pentru libertatea economică și pentru desfășurarea afacerilor în general, parțial pentru că a cauzat creșterea corupției. Indexul Libertății Economice din 2012, publicat de Heritage Foundation, a numit Eritreea a doua cea mai slabă țară din Africa subsahariană în ceea ce privește libertatea economică. Indicele proiectului „Ease of Doing Business” al Băncii Mondiale pentru 2011 a clasat Eritreea pe locul 180, doar trei țări, Guineea Bissau, Republica Centrafricană și Ciad, având scoruri mai slabe. S-a sugerat că, deoarece guvernul menține controlul asupra schimburilor valutare, prietenilor personalului guvernamental li se permite să aducă bunuri în țară și să le vândă cu profituri mari, crescând astfel oportunitățile de corupție. Cu toate acestea, creșterea economică a fost foarte puternică începând cu 2011, în mare parte datorită boom-ului minier al țării, care a plasat Eritreea printre națiunile cu cea mai rapidă creștere de pe glob; însă corupția a împiedicat această nouă bogăție să ajungă la atât de mulți oameni pe cât ar fi putut. În același timp, țara a fost devastată de secetă.

## Factori

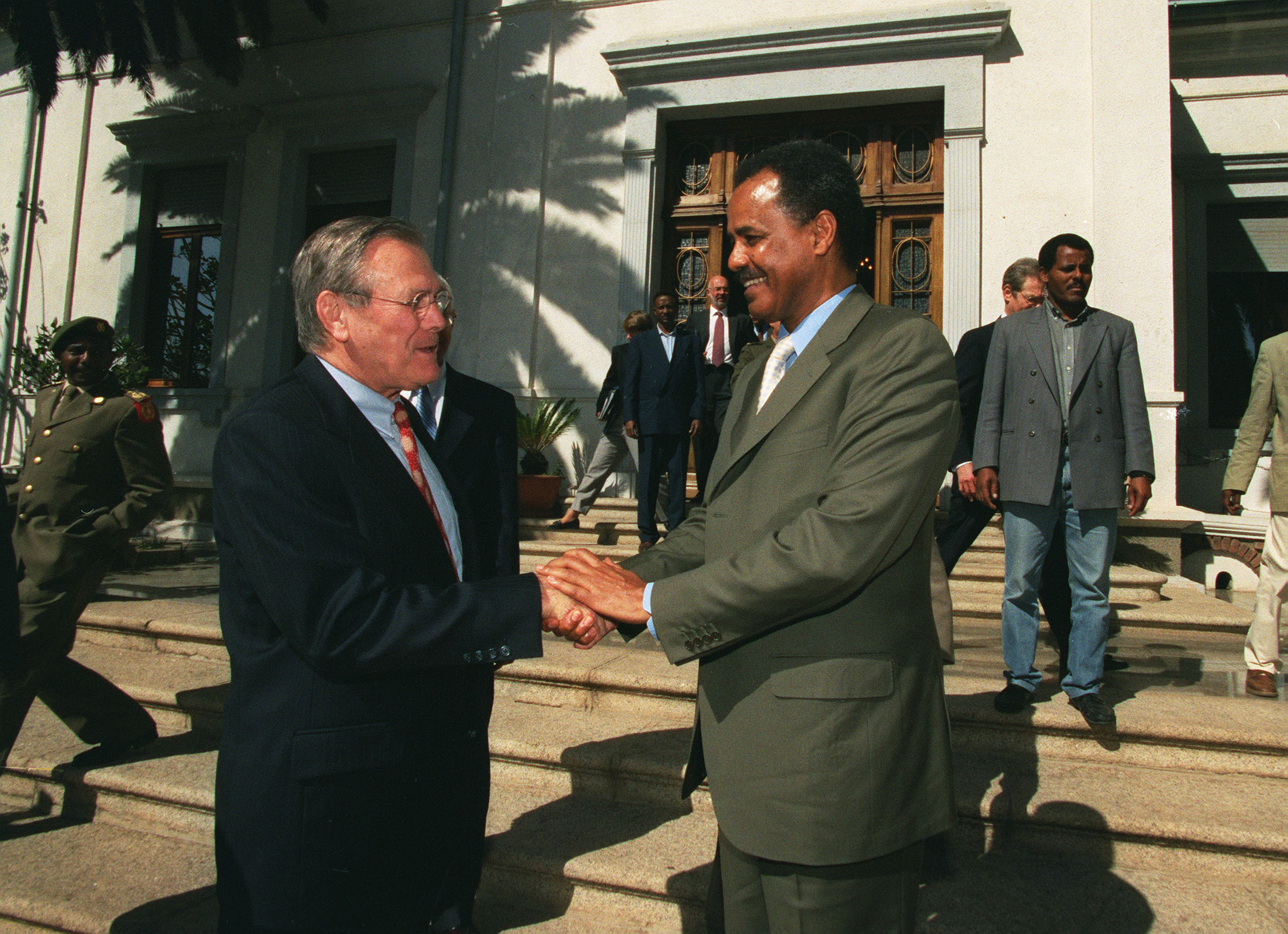
Președintele eritreei Isaias Afwerki s-a întâlnit cu fostul secretar al Apărării al SUA, Donald Rumsfeld

Printre presupușii factori care favorizează corupția în Eritreea se numără concentrarea intensă a puterii. Constituția Eritreei prevede separarea puterilor între puterea judecătorească, executivă și legislativă, însă aceasta nu a fost niciodată pusă în aplicare. Isaias Afwerki, care este președinte din 1993, a uzurpat puterile constituționale ale Congresului și este în general considerat atotputernic. Consiliul Executiv, format din 19 membri, este alcătuit în întregime din apropiați ai președintelui. Comunitatea de afaceri din Eritreea este compusă în principal din asociați personali ai funcționarilor economici ai regimului, din paravane ale funcționarilor de rang înalt ai partidului de guvernământ și din persoane care „se bucură de patronajul ofițerilor superiori din instituțiile militare și de securitate”. Guvernul „controlează toate schimburile externe” și este „practic singura sursă legală de importuri”, situație care permite funcționarilor militari și guvernamentali să obțină profituri prin colaborarea cu contrabandiștii ilegali. În mod similar, legile stricte ale țării cu privire la importuri și inconsecvența în acordarea vizelor de ieșire permit funcționarilor vamali și de imigrare să profite de pe urma mitei și a spălării de bani. Un raport din 2014 a descris corupția instituțională⁠(d) a „erodat bazele” dezvoltării economice. Controlul statului asupra economiei permite puține investiții private, în timp ce salariile guvernamentale extrem de mici încurajează corupția.
Un factor suplimentar în răspândirea și persistența corupției este lipsa unei prese independente care să relateze despre aceasta. Eritreea a fost descrisă drept „cea mai mare închisoare pentru mass-media din Africa”. Singurele mijloace de informare în masă sunt deținute de guvern, iar experții le compară cu media sovietică.

## Judiciar
Constituția Eritreei din 1997 prevede un sistem judiciar independent de parlament. Cu toate acestea, nimic din toate acestea nu a fost pus în aplicare. În schimb, există un sistem judiciar format din două sisteme de instanțe separate: Instanțele obișnuite care soluționează litigiile pe baza legii și instanțele speciale care soluționează litigiile care nu se bazează pe lege. Aceste din urmă instanțe ar trebui să abordeze problema corupției, dar sunt ele însele considerate de Amnesty International și de alți experți drept „unul dintre cele mai corupte și inumane sisteme judiciare” la nivel global.

## Armată
Un raport din 2013 al Transparency International UK a numit Eritreea „cea mai militarizată țară din Africa”, cu aproximativ 20% din populația sa în uniformă. Din acest motiv, mulți au numit Eritreea „Coreea de Nord” a Africii. Armata nu este doar mare, ci și una dintre cele mai corupte nouă forțe armate din lume, alături de Algeria, Angola, Camerun, RDC, Egipt, Libia, Siria și Yemen. Potrivit TI, există o posibilă schemă de alocare a fondurilor publice în scopuri militare „secrete”, în numele securității naționale, care sunt în realitate însușite în mod ilicit. Se spune că există mai multe întreprinderi deținute de militari cu „întreprinderi private neautorizate de către personalul militar”.

## Naționalizare
În 1996, guvernul Eritreei a declarat că toate terenurile vor fi considerate de acum înainte proprietatea statului și vor fi redistribuite în funcție de necesități. Apoi a confiscat o mare parte din terenurile private și le-a predat foștilor soldați, investitorilor străini și programelor de reinstalare. În anii 1990 au avut loc, de asemenea, privatizări ale unor companii, iar din 2000 guvernul a intervenit tot mai mult în economie și comerț și a făcut propagandă împotriva comerțului și afacerilor private. Aceste activități au implicat o cantitate considerabilă de favoritisme, mită și alte forme de corupție.

## Industria minieră
În iulie 2013, Martin Plaut⁠(d) a raportat că, din 2011, guvernul a câștigat peste 900 de milioane de dolari de la mina de aur Bisha, dar nu se știa ce s-a întâmplat cu banii. Chiar dacă statul ar fi acumulat profituri miniere uriașe, Plaut a acuzat că sărăcia și greutățile se înrăutățeau. „Există unele dovezi”, a declarat el, «care arată că [guvernul] joacă și risipește resursele statului fără nicio responsabilitate».

## Persecuția creștinilor
În 2011, Eritreea era una dintre cele 8 națiuni considerate de Departamentul de Stat al SUA drept Țări deosebit de îngrijorătoare⁠(d) (CPC) din cauza abuzurilor și persecuțiilor împotriva creștinilor, alții decât cei care aparțin celor trei confesiuni recunoscute: Biserica Ortodoxă Eritreană Tewahedo⁠(d), Biserica Catolică Eritreană⁠(d) și Biserica Evanghelică Luterană din Eritreea⁠(d). „Până la 3 000 de creștini din grupuri bisericești neînregistrate au fost ținuți în detenție” în 2011, potrivit Amnesty International. Între 2002 și 2011, multe biserici au fost închise, iar zeci de mii de creștini au fugit din țară; mass-media de stat a spus publicului că grupurile creștine reprimate sunt plătite de CIA pentru a destabiliza guvernul și au încurajat în mod activ cetățenii să denunțe persoanele pe care le suspectează că organizează reuniuni de rugăciune în casele lor. Această persecuție religioasă în masă a oferit ocazia unei corupții extinse de un tip specific din partea politicienilor partidului de guvernământ și a oficialilor militari, care au arestat creștinii suspectați în conformitate cu politica oficială anti-creștină a țării și i-au ținut în închisori, centre de detenție neoficiale și cazărmi militare în schimbul unei răscumpărări.

## Eforturile anticorupție
Se pare că nu există niciun efort organizat real în Eritreea pentru a combate corupția. Regimul a fost descris ca folosind un „așa-numit război împotriva corupției” pentru a reprima disidenții și opozanții politici. În mai 2015, președintele a îndemnat un grup de oficiali de partid și guvernamentali să discute despre presiunea americană și europeană asupra Eritreei pentru a-și reforma guvernul și a elibera deținuții; totuși, atunci când unii dintre acești oficiali au propus ca guvernul să se reformeze în anumite domenii pentru a liniști națiunile occidentale care trimit ajutoare Eritreei, președintele a subliniat necesitatea de a rezista presiunii din partea „Occidentului hegemonic”. Se spune că liderii de afaceri din Eritreea „tremurau de frică” cu privire la ceea ce ar putea însemna comentariile președintelui; s-a spus că nu era clar dacă zvonurile însemnau un val de încarcerări sau nu. La scurt timp după întâlnirea menționată mai sus, președintele s-a adresat țării cu ocazia celei de-a 24-a aniversări a independenței Eritreei, denunțând funcționarii de stat „iluzionați și corupți” care, a acuzat el, au acumulat averi în mod ilegitim. „Astfel de practici deplorabile de corupție și furt”, a spus președintele, «trebuie combătute cu fermitate».
Eritreea este una dintre puținele națiuni care nu a ratificat și nici nu a semnat Convenția Organizației Națiunilor Unite împotriva corupției⁠(d).